# 무로이 게이스케
무로이 게이스케(일본어: 室井 彗佑, 2000년 4월 17일~)는 일본의 축구 선수이다.

## 구단 경력
그는 2022년 J2리그의 오미야 아르디자에 입단했다. 2023년까지 33경기에 출전하여, 4득점을 넣었다. 2024년 요코하마 FC로 이적했다. 2024년 J2리그 준우승으로 J1리그로 승격했다.